# Pseudoneureclipsis starmuehlneri
Pseudoneureclipsis starmuehlneri är en nattsländeart som beskrevs av Malicky 1973. Pseudoneureclipsis starmuehlneri ingår i släktet Pseudoneureclipsis och familjen fångstnätnattsländor. Inga underarter finns listade i Catalogue of Life.